# Brian Gerard James
Brian Gerard James (* 20. Mai 1969 in Marietta, Georgia) ist ein US-amerikanischer Wrestler. Er hielt etliche Titel und war die meiste Zeit seiner Karriere in der WWF/WWE tätig, wo er nach seiner aktiven Laufbahn auch als Agent und Produzent gearbeitet hat. Seine bekanntesten Auftritte hatte er als Manager von Jeff Jarrett sowie in der Tag Team Szene der WWE, vor allem als Mitglied der New Age Outlaws, zusammen mit Billy Gunn.

## Karriere

### Die Anfänge
Armstrong entstammt einer in dieser Hinsicht traditionsreichen Familie. Sein Vater Bob Armstrong war in den 1960er und 1970er Jahren unter dem Namen „The Bullet“ ein bekannter Wrestler. Auch seine Brüder Scott, Steve und Brad sind bzw. waren in diesem Metier unterwegs.
Nach Beendigung der High School ließ er sich von seinem Vater und den Brüdern zum Wrestler ausbilden. 1993 erfolgte sein Profidebüt.
Gemeinsam mit seinen Brüdern Steve und Scott war er bei Smoky Mountain Wrestling und der USWA erfolgreich. Nach einem kurzzeitigen Versuch, bei der WCW anzuheuern, verschlug es ihn dann Ende 1994 zur WWF.

### World Wrestling Federation (1994–2000)
Zunächst erlitt er das gleiche Schicksal wie der spätere Raven. Obwohl er Wrestler war, wurde er zunächst nur als Ringbegleiter engagiert. In diesem Fall für Jeff Jarrett, dem er als dessen „Roadie“ zu zweifelhaften Siegen verhalf. Armstrong ist es auch zu verdanken, dass Jarrett sich beim Royal Rumble 1995 den WWE Intercontinental Championship Titel von Razor Ramon (Scott Hall) holen und diesen in der Folgezeit auch erfolgreich verteidigen konnte. Beim King of the Ring desselben Jahres war es Armstrong dann auch endlich vergönnt, selbst in den Wrestlingring steigen zu dürfen. Nach Siegen im Turnier gegen Doink the Clown und Bob Holly (Hardcore Holly) musste er sich im Halbfinale dann Savio Vega geschlagen geben.
Im darauf folgenden Monat überwarf sich dann Jeff Jarrett mit der WWE und Armstrong mit Jarrett. Es wurde ein Wortgefecht inszeniert, um Jarretts tatsächlichen WWE – Abgang zu erklären. Armstrong verschwand ebenfalls von der Bildfläche – angeblich wegen Drogenproblemen. Die einjährige Federationpause nutzte er zu Stippvisiten bei amerikanischen Independent – Ligen (u. a. der USWA, wo er Tag Team Champion wurde) und auch der europäischen CWA.
Im Oktober 1996 kehrte Armstrong zur WWE zurück als „Real Double J“, da nun behauptet wurde, Jarrett hätte seinen Hit „With my baby tonight“ nicht selbst gesungen, sondern von Armstrong singen lassen. Obwohl seine musikalischen Interpretationen gut klangen und er am Mikrofon Stimmung machte, war dem Gimmick kein Erfolg beschieden. Es folgte ein Jahr als Edeljobber für die Superstars.
Kurz vor Ende 1997 kam dann die überraschende Wende. Armstrong tat sich mit Billy Gunn zusammen, der ebenfalls ein Dasein in der Undercard fristen musste, und bildete das Tag Team New Age Outlaws. Mit Provokationen, frechen Outfits und Sprüchen sowie nicht ganz sauberem Handeln in und um den Ring war ihnen der Erfolg endlich hold. Nach Sieg im Ausscheidungsmatch bei den Survivor Series konnten sie wenig später die Legion of Doom besiegen und wurden WWE Tag Team Champions. Bei den folgenden beiden Großveranstaltungen konnten sie die Titel erfolgreich gegen dieses Team verteidigen. Nach Scharmützeln gegen Mankind und Chainsaw Charlie (Terry Funk) mussten die Outlaws ihre Titel bei Wrestlemania 1998 gegen ebendiese in einem „Müllcontainer – Match“ aufs Spiel setzen. Sie verloren den Fight, aber einen Tag später holten sie sich die Gürtel in einem Stahlkäfigkampf zurück. Gleichzeitig taten sie sich mit Triple H und X-Pac (Sean Waltman) zusammen und bildeten fortan die D-Generation X. Sie behielten und verteidigten ihre Titel bis Ende des Jahres. Lediglich im Sommer verloren sie sie kurzfristig an Kane und Mankind, holten sie aber wenig später beim Summerslam zurück. Bei RAW am Tag nach dem Dezember – In Your House verloren sie sie dann endgültig an den Big Bossman und Ken Shamrock.
Nach dieser Zeit probierte man, sowohl Gunn als auch Armstrong als erfolgreiche Einzelwrestler zu etablieren. Der Road Dogg konnte in der Folgezeit den WWE Hardcore Titel gewinnen, welchen er aber nach einiger Zeit an Al Snow verlor. Kurz darauf besiegte er den amtierenden Intercontinental – Champion Val Venis und ging als Titelträger ins Championmatch von Wrestlemania. Hier musste er sich Goldust geschlagen geben. Nach einem letzten Match als New Age Outlaws und dem Sieg gegen Owen Hart und Jeff Jarrett erfolgte die Trennung. Gunn wandte sich von seinem Partner ab und besiegte diesen beim Mai – In your House. Armstrong war wieder auf Solopfaden unterwegs, erreichte beim King of the Ring das Halbfinale, spielte den Special Referee im Hardcore – Titelmatch beim Summerslam und legte sich mit Neuling Chris Jericho an, dem er beim England – PPV Rebellion unterlag.
Nach kurzer Pause kam es dann im Herbst 1999 mit Billy Gunn zur Wiedervereinigung der New Age Outlaws und wenig später auch der D-Generation X. Nach kurzer Tag Team - Titelfehde gegen The Rock und Mankind konnten sie letzterem und Al Snow im November des Jahres dann endgültig die Gürtel abnehmen und bis ins Jahr 2000 halten. Nach Verteidigungen gegen die zuvor genannten Teams sowie die Acolytes (Bradshaw und Faarooq) mussten sie die Titel dann unwiderruflich an die Dudley Boys abgeben. Billy Gunn zog sich zudem eine schwere Schulterverletzung zu, welche ihn zu einer mehrmonatigen Pause zwang und das Team mit Armstrong sprengte.
Dessen Platz an der Seite des Road Dogg nahm fortan X-Pac ein und unterstützt durch Valet Tori maßen sie sich mit Kane und Rikishi, Too Cool, Test & Albert, Edge & Christian sowie um die Titel mit den Dudley Boys. Anhaltende Niederlagen und der interne Wettbewerb führten schließlich zu Spannungen und zu einem Match zwischen beiden beim Summerslam 2000. Dieses entschied X-Pac auf unfaire Weise für sich und das Team trennte sich. Danach war Armstrong wieder auf dem absteigenden Ast. Ein letzter großer Run in der Tag Team – Szene eröffnete sich ihm im Team mit K-Kwik (Ron Killings). Doch trotz Hip Hop – Gimmick ging das Team baden und unterlag sowohl bei den Survivor Series als auch bei Armageddon in einem 4 Ecken – Tag Team Match. Dies war dann auch gleichzeitig das letzte WWE – Match von Armstrong. Die Drogenprobleme, welche seine gesamte Karriere begleitet hatten, machten ihm wieder zu schaffen. Er wurde aus der WWE entlassen und tourte wieder durch die Independentszene.

### TNA Wrestling
In dieser Zeit machte er lediglich dadurch auf sich aufmerksam, dass er sich selbst bei Ebay versteigerte. Nach einigen Gastspielen bei der WWA, wo er in einem Titelmatch Jeff Jarrett unterlag, kam er schließlich bei Total Nonstop Action Wrestling unter. Nach anfänglichem Gimmick der 3-Live Kru (3LK, mit Ron Killings und Konnan) kam es hier auch zur Wiedervereinigung mit Billy Gunn unter dem Namen „The James Gang“.
Bei TNAW bildete er zusammen mit Kip James die Voodoo Kin Mafia. Das Stable wurde als Gegenpart zur D-Generation X der WWE aufgebaut und parodierte diese regelmäßig. Die „One Million Dollar-Challenge“, bei der es darum ging, dass die VKM einen nicht abgesprochenen Kampf gegen die DX haben wollte, beantwortete die DX/WWE nicht.
Am 15. September 2009 wurde James von TNA entlassen. Daraufhin trat er wieder in der Independentszene auf.

### WWE
Am 10. Oktober 2011 kehrte James zur WWE als Agent und Produzent zurück, zunächst aber nur auf Probe. Bei den Slammy Awards in RAW am 12. Dezember 2011 kehrte er ins WWE-TV zurück. Sein Wrestling-Comeback gab er beim Royal Rumble 2012.
Am 26. Januar 2014 gewann er beim Royal Rumble mit Billy Gunn den WWE Tag Team Championtitel.
Am 5. Januar 2022 wurde er von WWE entlassen.

## Erfolge
- World Wrestling Federation

- 1 × WWE Tag Team Champion (mit Billy Gunn)
- 5 × WWF Tag Team Champion (mit Billy Gunn)
- 1 × WWF Intercontinental Champion
- 1 × WWF Hardcore Champion

- Hall of Fame (Class of 2019 als Mitglied der D-Generation X)
- National Wrestling Alliance

- 2 × NWA Atlanta Heavyweight Champion
- 2 × NWA World Tag Team Champion (mit Ron Killings & Konnan als 3Live Kru)
- 1 × ACW Tag Team Champion

- United States Wrestling Organisation

- 1 × USWA Heavyweight Champion
- 1 × USWA Tag Team Champion (mit Tracy Smothers)
- 2 × USWA Television Champion

- Maryland Championship Wrestling

- 1 × MCW Tag Team Champion

- World Wrestling Allstars

- 1 × WWA World Heavyweight Champion